# Zoo de Maubeuge
Le zoo de Maubeuge est un parc zoologique situé au centre de la ville de Maubeuge, dans le département du Nord, en région Hauts-de-France. Ouvert en 1955, il recouvre une superficie de 7 hectares sur lesquels sont répartis plus de 300 animaux de plus 70 espèces. Aujourd'hui, c'est pour son cadre particulier, au pied des remparts édifiés par Vauban au XVIIe siècle, ainsi que pour les espèces qui y sont présentes  - certaines sont, en effet, non seulement rares en milieu naturel mais aussi en captivité - parmi lesquelles : panthère du Sri Lanka, lion asiatique, tigre de Sumatra, hippopotames amphibie, ours à lunettes, etc. qu'il est surtout connu. Chaque continent y est représenté.
Le zoo est membre permanent de l'Association européenne des zoos et aquariums (EAZA) et participe donc à des programmes européens pour les espèces menacées (EEP). En ce sens, il participe donc à la conservation ex situ.
Il est également membre de l'Association française des parcs zoologiques (AFdPZ).

## Historique

### Années 1950
En 1955, le député-maire de Maubeuge - qui était alors le docteur Pierre Forest - crée le « jardin de la Roseraie », sur lequel est ensuite édifié le parc zoologique. Pour ce faire aider dans cette tâche, il recrute l'année d'avant plusieurs personnes dont Fernand Wilmart.
Cependant, en avril 1955, il n'y avait qu'un pigeonnier puis un « lapinodrome » qui n'accueille alors « que ça, des lapins et des cochons d'Inde ».
Quand le parc devient plus important - c'est-à-dire très vite après sa création - et devient un zoo comme entendu, les premiers animaux sont un couple de chimpanzés, un chameau, des cobayes, des pigeons-paons et des canards.
À la fin de la décennie, le zoo présente des éléphants, des otaries, des primates et même un spectacle nommé L’académie des singes savants, mettant en scène des chimpanzés en train de jongler, danser, faire de la bicyclette ou taper sur la machine à écrire,.

### Années 1960
En 1963, arrive au parc zoologique la première girafe de son histoire. Durant l'été de cette même année, l'un des deux lions du zoo dévorent par deux fois le bras d'un visiteur.
En avril de l'année suivante, en 1964 donc, ce même lion, accompagné par son compagnon de cage, s'échappe de cette dernière. Ils se promenaient alors dans les allées du zoo, au sein des remparts, mais sans en sortir. Ils ont finalement pu retrouver leur cage, qui a vu sa sécurité renforcée.

### Années 1970
En 1970, le parc était considéré comme le troisième espace zoologique français. Mais devenant vétuste par manque d'investissements, il vit peu à peu le nombre de ses pensionnaires diminuer.
En 1975, une femelle hippopotame amphibie nait au sein du parc zoologique ; elle est nommée Basta.

### Années 1980
En 1982, une femelle hippopotame amphibie est arrivée au zoo, il s’agit de Basta.

### Années 1990
En 1997, est inauguré, en février, le pavillon des éléphants.
En 1998, plus précisément dans la nuit du 16 avril, vingt-et-un animaux sont volés au zoo. Parmi eux, dix-neuf sont des flamants roses et deux des grues antigones.

### Années 2000
Depuis 2003, une politique de reconstruction et de restructuration tend à redonner au zoo sa renommée d'antan : changement de l'équipe dirigeante, reprise des investissements, arrivée de nouveaux animaux, dont deux tigres blancs.
En 2006, en janvier, une éléphante, Birma, quitte le zoo de Maubeuge pour le zoo de Chester, à l'âge de 21 ans. Ce transfert a pour espoir une reproduction.
C'est aussi en 2006 que deux tigres blancs sont arrivés au zoo : un mâle, prénommé Shilang, en provenance du Royaume-Uni où il est né en 2004, et une femelle, Radja, arrivée du Touroparc Zoo de Romanèche-Thorins où elle est née en 2003.
En 2007, un lion asiatique est arrivé au zoo ;  Bayan, une femelle.
Le 3 août 2008, alors que le département du Nord est frappé par la tornade en Val-de-Sambre, le parc zoologique subit de nombreux dommages matériels mais peu de pertes animales.
En effet, alors que sur le plan matériel le zoo subit la destruction de la volière, de la fauverie (résidence des lions et des tigres blancs), du toit du parc des girafes, du couloir des ouistitis, ainsi que de nombreux autres dégâts de nombreux autres enclos (au total, c'est 75% de son patrimoine qui est détruit), seuls trois ibis ont perdu la vie, à cause de la chute d'un arbre. De nombreux arbres sont d'ailleurs tombés.
Le bilan aurait pu être pire car trois lynx ont réussi à s'enfuir de leur enclos, jusqu'à en sortir de l'enceinte du zoo pour deux d'entre eux. Des cigognes ainsi que des ibis sont également parvenus à sortir de leur volière.
Le zoo dut rester fermé un certain temps (11 jours) afin de réparer les dommages,.
En 2009, le 18 juin, le zoo accueille deux frères ours à lunettes, Amador et Uco.

### Années 2010
En 2010, le 9 mai, deux tigres blancs sont nés au zoo. Ils sont nés de l'union de Radjah (mère), 7 ans et Schilling, 6 ans (père).
En 2012, lors de la trêve hivernale, un wallaby est né. Il est visible dès réouverture du zoo le 7 avril.
Fin mai, une girafe du Niger est morte, alors qu'elle était blessée à une patte arrière et à la mâchoire. Elles sont arrivées probablement après une « chute lors d'un jeu avec son frère ». Le mois suivant, en juin, la deuxième girafe présente au zoo connaît le même sort.
Trois mois plus tard, en septembre, le zoo accueille deux nouvelles girafes, venues remplacer les malheureuses décédées ; il s'agit de deux jeunes mâles. L'un d'entre eux est une girafe du Niger arrivée, dès début août, du zoo des Sables d'Olonne. L'autre est une girafe de Rothschild en provenance du zoo de Gelsenkirchen.
C'est aussi cette année que le zoo a accueilli deux espèces : la tortue sillonnée et le sitatunga.
En 2013, le parc zoologique est doté d'une nouvelle serre pour les tortues et d'une plus grande volière pour les calaos terrestres ainsi que pour les gris du Gabon.
Au mois de juillet, le zoo a un animal en plus ; un bébé sitatunga est né. Le 28 décembre, cela se reproduit,.
C'est aussi en 2013 que l'atelier « Soigneur d'un jour » voit le jour.
À la date du 01 juillet 2014, deux panthères du Sri Lanka naissent au zoo. C’est un événement exceptionnel, tant pour l’espèce que pour l’établissement pour qui la naissance de cette espèce animale en son sein est une première,,,.
En 2015, au mois d'avril, Raxa, le lion asiatique, est décédé alors qu'il était malade depuis plusieurs mois. Il avait vingt-et-un ans,.
C'est également lors de ce mois, le 28, que deux mâles alpagas sont accueillis au zoo. Deux femelles sont attendues par la suite.
Le mardi 2 septembre 2015 est arrivé un nouveau couple (reproducteur) de lions asiatiques, en provenance du zoo de Prague, dans le cadre d'un programme d'élevage européen. Tous deux sont âgés de treize ans,.
Durant l'automne de cette année-là, plusieurs travaux ont eu lieu avec la création d'une aire de jeux et de restauration. Une boutique est également prévue mais cette dernière ne vit pas le jour avant juin 2018. Le coût de ces nouvelles installations s'élève à 331 000€.
En 2016, dès sa réouverture après la traditionnelle trêve hivernale, le zoo inaugure une volière à immersion de 1 000 m2 qui accueille ainsi une trentaine d'oiseaux, parmi des ibis sacrés, cigognes blanches, grues couronnés mais aussi pélicans frisés, entre autres. Les kangourous, tout comme les wallabies de Bennet et les émeus d'Australie, ont, eux aussi, bénéficié d'une nouvelle maison.
Au mois de juin, le parc zoologique connaît une malheureuse nouvelle : la mort du mâle panthère du Sri Lanka, Wil Pattu, à la suite d'une insuffisance rénale. Il avait 21 ans,.
Le mois de juin n'est, cependant, pas qu'un mois de deuil puisque le zoo a pu goûter à la joie de la naissance d'un vautour fauve mais aussi de trois capybaras ! Bien que ce n'est pas une naissance, l'établissement peut aussi se réjouir par l'accueil d'une femelle kangourou géant d'Australie, afin de porter compagnie au seul représentant de cette espèce au zoo depuis deux ans jusqu'alors.
En 2017, le zoo commence sa saison avec de nouveaux espaces de jeux pour les tout-petits et une aire de pique-nique retravaillée. Les autres nouveautés prévues cette année, notamment la nouvelle maison des hippopotames, n'ayant finalement pas eu lieu, les travaux étant prévus pendant la trêve hivernale 2017-2018.
Le zoo doit connaître, cette année, l'arrivée d'un nouveau loup à crinièremais ils e reçoivent 3.
En avril, l’une des deux panthères du Sri Lanka nés en 2014 au zoo de Maubeuge - de Wil Pattu, le père et de Yalla, la mere -, Singha, quitte l’établissement pour le zoo d’Ostrava, dans le cadre du programme d’élevage européen afin de permettre une reproduction.
Au mois de mai de la même année, l'un des deux mâles girafes arrivé en 2012 est mort d'une hémorragie, à la suite d'une blessure au niveau de la queue. Il s'agit de Kiko, la girafe de Rothschild.
Un mois plus tard, au mois de juin, une nouvelle girafe, arrivée du Bioparc de Doué-la-Fontaine, vient remplacer la dernière décédée. Si c'est toujours un mâle et dans le cadre d'un programme de conservation et de sauvetage, il ne s'agit plus d'une girafe de Rothschild mais du Niger, tout comme celle déjà présente au zoo,.
Mi-octobre, le zoo accueille un nouveau mâle panthère du Sri Lanka, âgé de quatre ans, en provenance du zoo de Best (en), au Pays-Bas. Cette arrivée se produit dans le même cadre que le départ de l’une des femelles qui a quitté sa première maison quelque mois auparavant,,.
En début d'année 2018, le 21 janvier, le parc zoologique connaît la mort de son lion asiatique arrivé en 2015, Parys. Il lui a été révélé une anomalie cardiaque lors de l'autopsie,.
La nouveauté majeure de cette année réside en la livraison de la nouvelle maison des deux hippopotames amphibies de l'établissement, maintenant mise aux normes. Cette rénovation avait été demandée par l'Association européenne des zoos et aquariums (EAZA), dont le zoo est membre permanent. Plus que répondant aux normes de sécurité, cette nouvelle maison offre aussi plus de confort aux résidents avec l'apparition de douches, d'espaces chauffés et d'une grande verrière laissant entrer la lumière naturelle mais aussi en offrant des box quatre fois plus grandes que les précédents. Une nouvelle piscine de 250 m3 fait également partie de leur nouvelle enclos. Le confort (de visite) est aussi plus important pour les visiteurs; l'équipement étant doté d'une grande baie vitrée pour profiter des quatrièmes plus gros mammifères terrestres lorsqu'elles sont à l'intérieur,.
La nouvelle boutique, annoncée des années auparavant, constitue aussi une des nouveautés de l'année, étant opérationnelle dès juin.
Le coût de ces deux équipements est de 730 000€ financé par le département et la région à hauteur de 46%.
Dans le cadre d'un programme d'élevage européen et d'un objectif de reproduction, un jeune lion asiatique mâle de deux ans et demi est arrivé du zoo de Planckendael début juillet,.
Dès le début de la saison 2019, la sortie du zoo est repensée; elle se fait désormais par la nouvelle boutique de 80 m2 et non plus au même endroit que l'entrée. D'autres petits travaux ont également été effectué durant la trêve hivernale.
Alors que le zoo venait de débuter sa nouvelle saison, l'un de ses animaux phares est décédé, début avril. Il s'agit de Radja, la femelle tigre blanc. Elle souffrait d'une insuffisance rénale chronique,.
Quelques mois seulement après la mort de l'un de ses tigres blancs, le zoo connaît celle de son deuxième et dernier animal de ce type. En effet, Shilanghi - le mâle donc -, alors qu'il avait seize ans et qu'il était atteint d'arthrose chronique, est décédé au mois de juin,,.
En septembre, le zoo accueille une panthère noire à la suite de la très médiatisée balade sur les toits de cette dernière, dans la ville d'Armentières. En effet, la panthère noire est placée en quarantaine quelques jours avant, comme cela était planifié, d'être transférée dans le refuge de l'Association Tonga.
Cependant, le transfert n'a pas eu lieu, la panthère ayant été volée au sein de zoo dans la nuit du 23 au 24. L'enclos, qui comportait six points de sécurité, se les est vus tous forcés,,,,.

### Années 2020
En 2020, à la suite de la pandémie de Covid-19 ainsi que des mesures gouvernementales, les travaux et la réouverture du zoo sont retardés. En effet, le zoo, qui doit accueillir deux tigres de Sumatra, a repoussé leur venue afin de pouvoir finir l'aménagement de leur territoire,.
Pendant le confinement, le zoo enregistre plusieurs naissances du côté des wallabies et d'un autre côté des émeus d'Australie.
À sa réouverture, le 16 juin, le zoo met en place un dispositif adapté pour la sécurité des visiteurs et de ses animaux,.
Les deux tigres, qui sont en fait des tigresses, sont finalement arrivés le dernier jour de juin, en provenance du Burgers’Zoo d’Arnhem. Elles se nomment Tesse et Nonja et sont sœurs. Ces nouvelles pensionnaires du parc zoologique, de cinq ans toutes deux, arrivées dans le cadre du programme d'élevage européen, ont pris place dans l'ancien enclos des tigres blancs, aménagé spécialement pour elles,,,.
Pendant le deuxième confinement lié à la pandémie de Covid-19, 600 000€ ont été dépensées dans le drainage de l'enclos des girafes du Niger, le changement de toiture de la giraferie et le lifting de certains enclos, comme celui des deux ours à lunettes, par exemple. Alors que d'autres travaux vont être fait dans l'ancien enclos des lynx pour accueillir une nouvelle espèce et que les salles vétérinaires et de quarantaine doivent être refaites pour répondre aux normes.
En 2021, le zoo rouvre donc le 26 mai.
Début juin, Matara, une des femelles panthères du Sri Lanka nées au zoo sept ans plus tôt, a donné naissance à deux bébés, à la suite de la réussite de l’objectif de reproduction du programme d’élevage européen qui a organisé la venue du père (d’abord prénommé Ludo puis Lankaï), quatre ans plus tôt. C’est la deuxième fois que le zoo connaît cet événement exceptionnel et rare,,.
Le zoo s'est vu récompensé pour la cinquième fois par l'Association française des parcs zoologiques, pour avoir été le « parc public qui a financièrement le plus contribué à ce fonds de conservation au sein de l’AFdPZ ».
En 2022, le parc zoologique est doté de sa nouvelle clinique dès la rentrée. Avec d'autres travaux dont un concerne la rénovation d'un enclos, cela représente un investissement de 50 000€. Auquel il faut ajouter un autre investissement de 350 000€ pour raccorder le zoo à un forage d’eau industrielle et de 6 200 000€ pour la rénovation du bastion 6 des remparts de Vauban (le zoo le côtoie et encore plus après cette rénovation), première phase des six prévues.
La construction d'un centre de soin au cours de l'année et dont le coût est de 1 000 000€ porte ainsi le total d'investissement cette année à 8 050 000€.
Alors que de violents incendies frappent la Gironde en juillet, les animaux du zoo du Bassin d'Arcachon doivent être évacués et transférés. Le zoo de Maubeuge décide d'apporter son aide en accueillant douze lémuriens (des maki catta), installés dans la loge des varis roux. Ils sont repartis fin septembre.
Au mois de novembre, l'hippopotame amphibie née au sein du zoo en 1975, Basta, est morte alors qu'elle était atteinte d'insuffisance rénale, à l'âge de 47 ans donc,,,,.
Pour la rentrée 2023, le zoo accueille de manière pérenne des maki catta, au nombre de cinq. Pour cela, la volière a été repensée.
Les loups arctiques - 4 sœurs -, annoncés de longue date, sont également arrivés, en provenance des Grottes de Han, pendant la trêve hivernale et bénéficient d'un enclos entièrement refait.
Kovu, un hippopotame amphibie mâle âgé de deux ans, est lui aussi arrivé pendant la trêve hivernale et bénéficiera d'un enclos retravaillé. Il vient de Pairi Daiza.
Le maki catta, le loup arctique et l'hippopotame amphibie sont trois espèces concernées par un programme d'élevage européen.
Au début du mois de juin, le zoo annonce la naissance de deux maki catta portant leur nombre à sept,.
En début d’année 2024, le parc zoologique de Maubeuge doit se résilier à transférer ses deux panthères du Sri Lanka dans deux autres zoos distinct : le Bioparc Fuengirola pour l’une d’entre elles (Okanda) et l'espace zoologique de Saint-Martin-la-Plaine (Kélanie), pour l’autre. Ce transfert a lieu dans le cadre d’un EEP concernant l’espèce, considéré comme en « danger » selon l’Union internationale pour la conservation de la nature (UICN), afin de favoriser sa reproduction.
Dans le but de réduire sa consommation d’eau potable ainsi que sa facture (de 50%), l'établissement se lance dans des travaux afin d’utiliser l’eau d’un forage de 120 m3 impropre à la consommation humaine mais propre à celle animale. Ce dernier, qui doit être opérationnel pour la réouverture du zoo le 27 mars, sera utilisé pour remplir le bassin des hippopotames amphibies (d’une capacité de 256 m3), le plus important point de consommation d’eau du site, mais aussi celui des éléphants d’Asie (de 53 m3). Le coût de l’opération est estimé à 800 000€, une somme qui sera « vite amorti » pour le directeur du parc zoologique, Jimmy Ebel, qui met également en avant l’aspect écologique de la démarche,,.
Le 3 février, une nouvelle ligne s’écrit dans le carnet rose du zoo de Maubeuge avec la naissance d’un cria (un bébé alpaga),.

### Projet d'extension et de réhabilitation

#### 2012

##### Présentation
Au mois de juillet, la municipalité (dont le maire est Rémi Pauvros (SOC)) et la Communauté d'agglomération Maubeuge - Val de Sambre (AMVS) -qui porte le projet, en étant le maître d'œuvre délégué - ont lancé un projet d'extension et de réhabilitation.
L'objectif est de que le zoo devienne un « équipement touristique d'envergure qui doit être à terme le pendant terrestre de Nausicaá » (AMVS).
Le parc zoologique, qui devrait devenir un « parc de la Biodiversité », (Nathalie Montfort, 1ère adjointe à la ville et vice-présidente de l'agglomération) verrait sa superficie passer de 7 à 8 hectares, le long des remparts de Vauban. L'objectif étant que 400 000 visiteurs (le double) viennent chaque année et d'en faire un équipement de même niveau régional et de renommée que le Louvre-Lille.
Pour ce faire, le chantier devait alors se décomposer en quatre étapes (zone Afrique puis Asie, Amérique du Sud et Europe) étalées sur huit ans.

##### Financement
Le financement, entièrement public, est alors évalué à 84 millions d'euros. Les sommes annoncées par Nathalie Monfort sont les suivantes : 50 millions d'euros par le Conseil régional, 3 millions d'euros par le Conseil général. Le reste devrait alors être réparti entre le Fonds européen de développement régional (FEDER), l'État, la mairie et l'AMVS.
L'équipement resterait alors public, une société publique locale est alors envisagée.

#### 2013

##### Présentation
L'entreprise Eiffage Construction a remporté avec SCAU, Mutabilis Paysage et Urbanisme, SNC Lavalin, Laurence Colas (expert zoologue) et Michel Trubert (architecte en chef des Monuments Historiques) l'appel d'offres.

Les remparts du XVIIe siècle, édifiés par Vauban, sont bien l'élément essentiel autour duquel le zoo devrait s'articuler, comme l'indique Juliette Bailly-Maître, de l'agence paysagiste Mutabilis « On va faire découvrir les ouvrages, les galeries militaires. » et le groupe lauréat :
« Il s'agira autant d'entrer Maubeuge dans son histoire, de mettre en scène et de se réapproprier ses fortifications, de conforter et de démultiplier les potentialités du zoo existant, que de mettre en valeur, d'éduquer et de conserver la collection animale et le patrimoine l'accueillant, en stimulant les situations urbaines. Le projet doit exprimer la superposition de toutes ces dimensions, architecturales et paysagères, et zoologiques sur la trame historique. Il doit révéler le génie du lieu, les génies du lieu. ».
Pour ce faire, les remparts étant dans un mauvais état général, dix pour cent de l'opération est consacrée à leur restauration.
L'objectif étant maintenant d'accueillir 500 000 visiteurs,,.

##### Financement
Le financement resterait totalement public, un partenariat public-privé (envisagé par Rémi Pauvros) ne serait pas possible au vu de l'importance des investissements sur les fortifications. L’État, la Région et l’Union européenne devraient participer à hauteur de 50 M€. Le Département devrait, lui, investir entre 3 à 6M€. L'agglomération, de son côté, n'a pas annoncé de chiffres, bien qu'elle devrait participer également.
Le projet global est évalué à hauteur de 93M€, avec une première tranche ferme d’environ 36M€ pour la création de la zone africaine.

#### 2014

##### Abandon officiel
Après les élections municipales qui se sont déroulées en mars 2014 et l'élection d'un nouveau maire, Arnaud Ducagny (UDI), le projet d'extension-réhabilitation est abandonné.
Avec ce projet, le nouveau maire déclare « On allait droit dans le mur avec ce dossier » en faisant référence au coût du projet qui pour lui est plutôt à « au moins 100M€ ». Il pense également « qu’il y aurait des problèmes avec le Plan d’occupation des sols, que l’on confisquait les remparts, que les financements étaient incertains, et, enfin, que tabler sur 500 000 visiteurs était trop élevé. ».
D'après France 3 Hauts-de-France, le nouveau maire évoque « un chantier à 102 millions d'euros TTC, dont la première phase devait coûter 60 millions d'euros. » et déclare être convaincu que « ces chiffres (ceux avancés par l'ancienne municipalité) ne correspondent pas à la réalité ». Il évoque même que « la ville aurait été sous tutelle! ».

Le coût de l'abandon du projet s'élève à 8,4M€ (paiement de l'étude de conception, des intérêts moratoires liés aux retards de paiement et de l'indemnité de résiliation). Quatre ans de négociation entre le groupement d'entreprises et la mairie ont été nécessaires à la mairie pour baisser ce coût qui était de 13,3M€ à l'origine,.

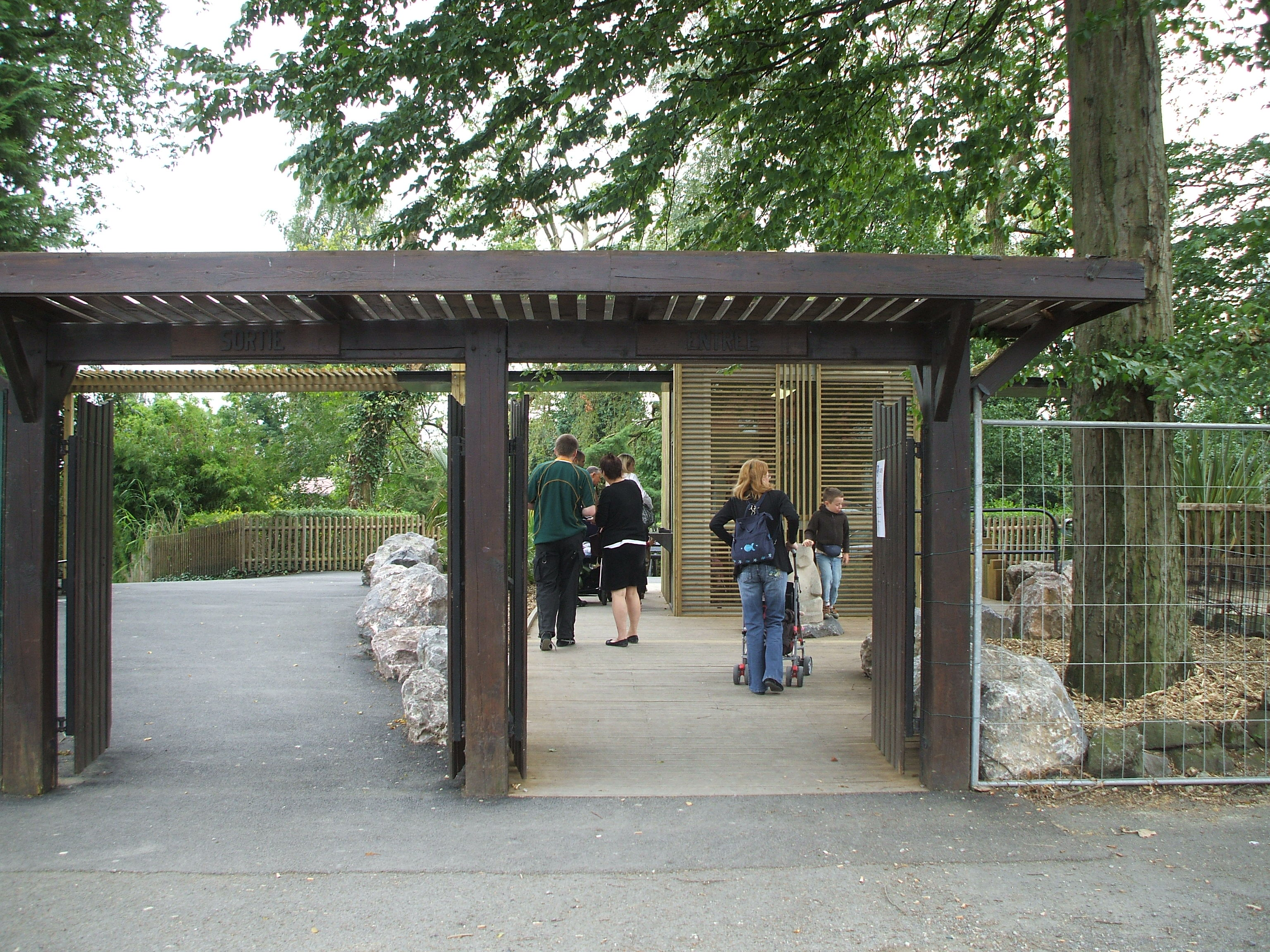
Entrée du zoo (en 2008)
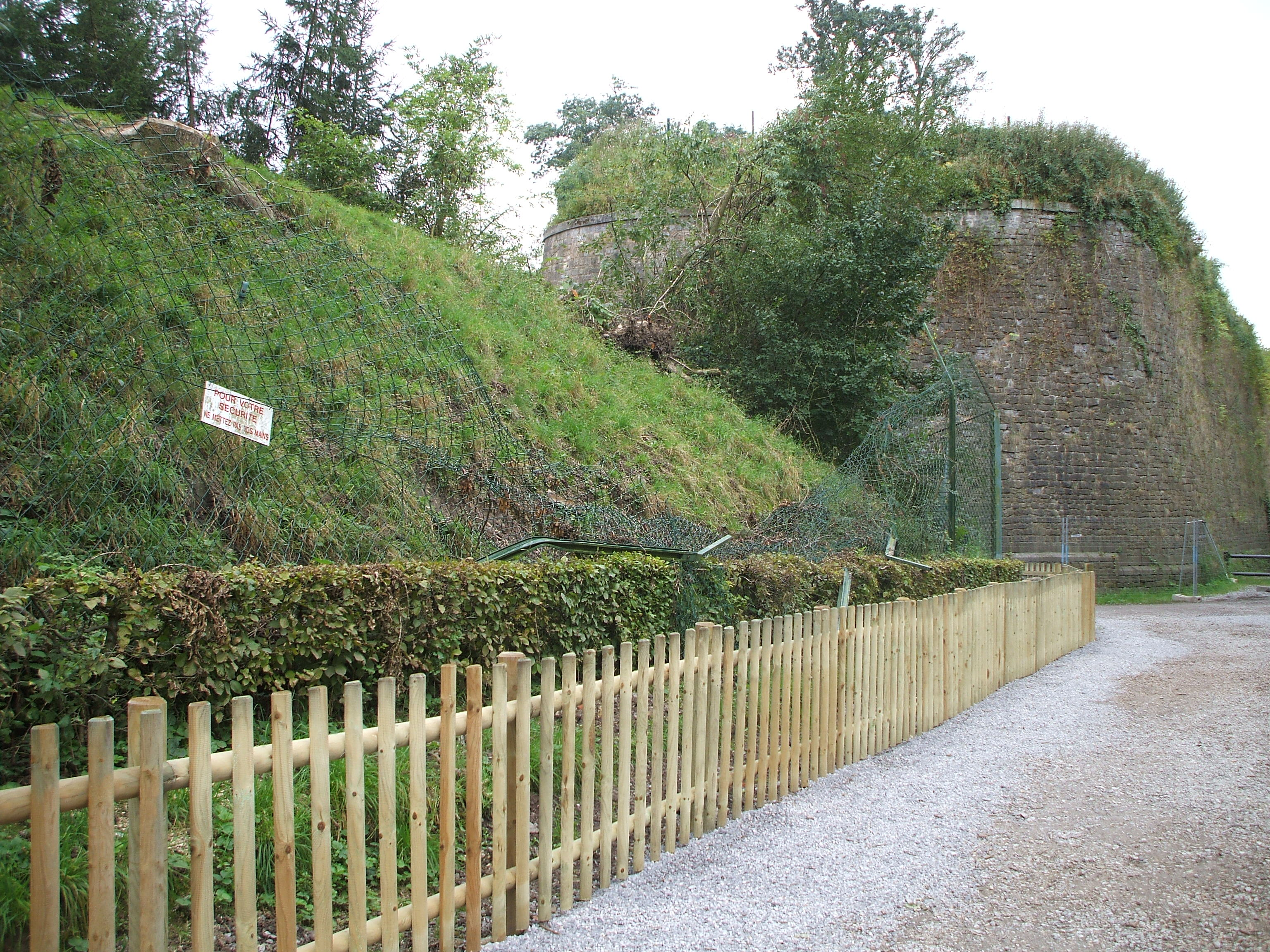
Enclos des lynx après la tornade du Val-de-Sambre (03 août 2008)
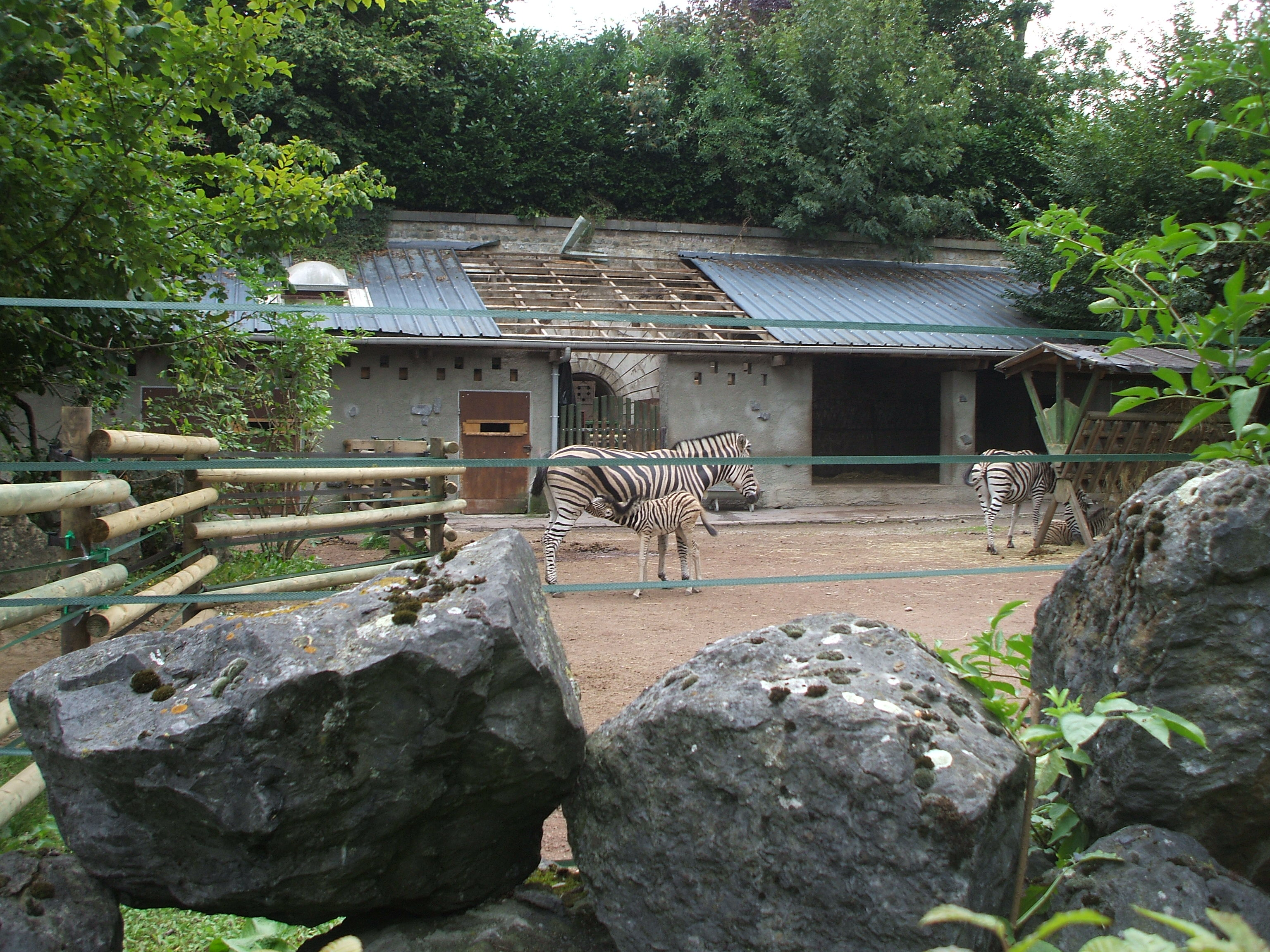
Enclos des zèbres après la tornade du Val-de-Sambre (03 août 2008)
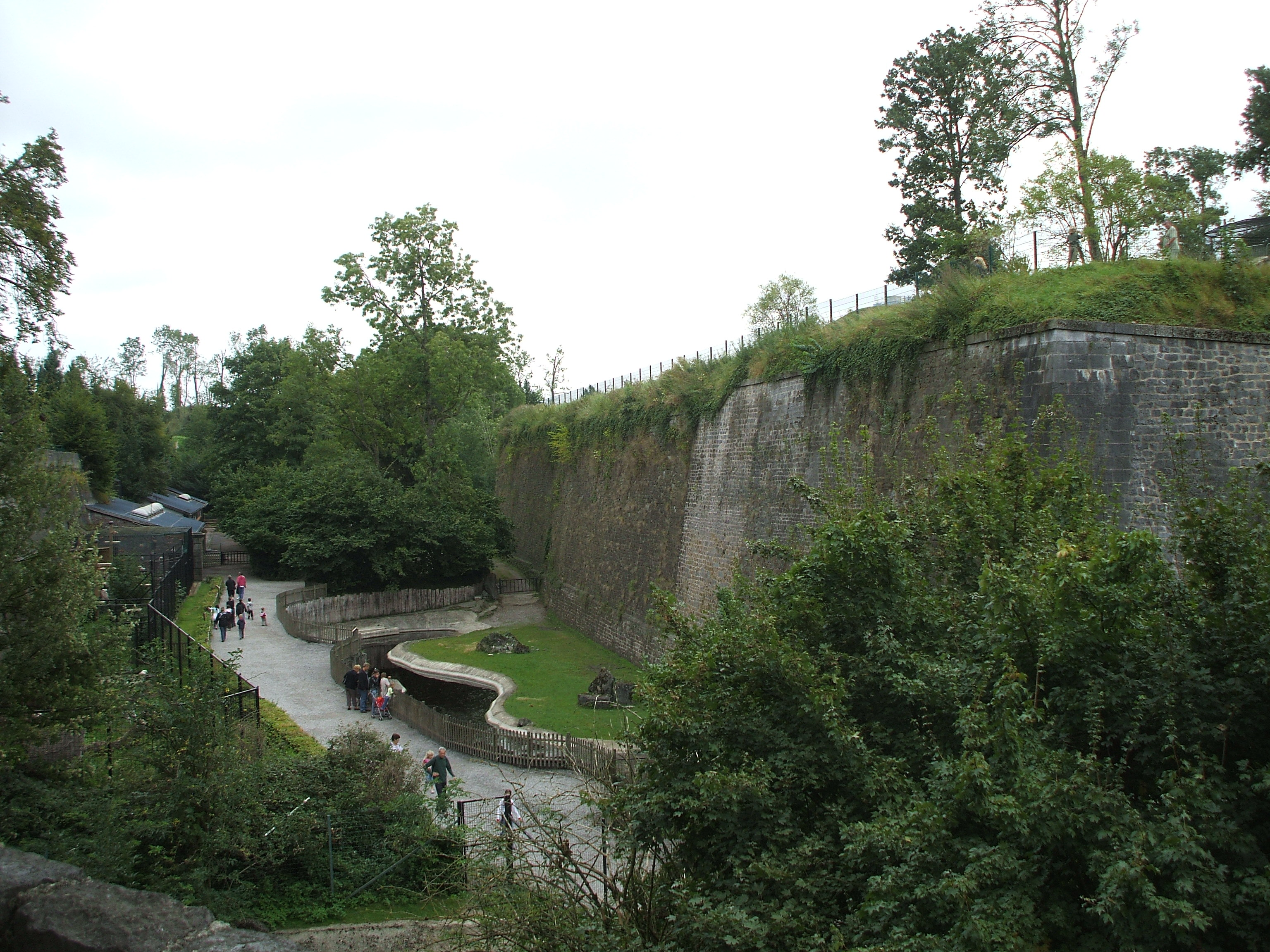
L'enclos des hippopotames amphibies avec, en arrière plan, un pan des remparts de Vauban
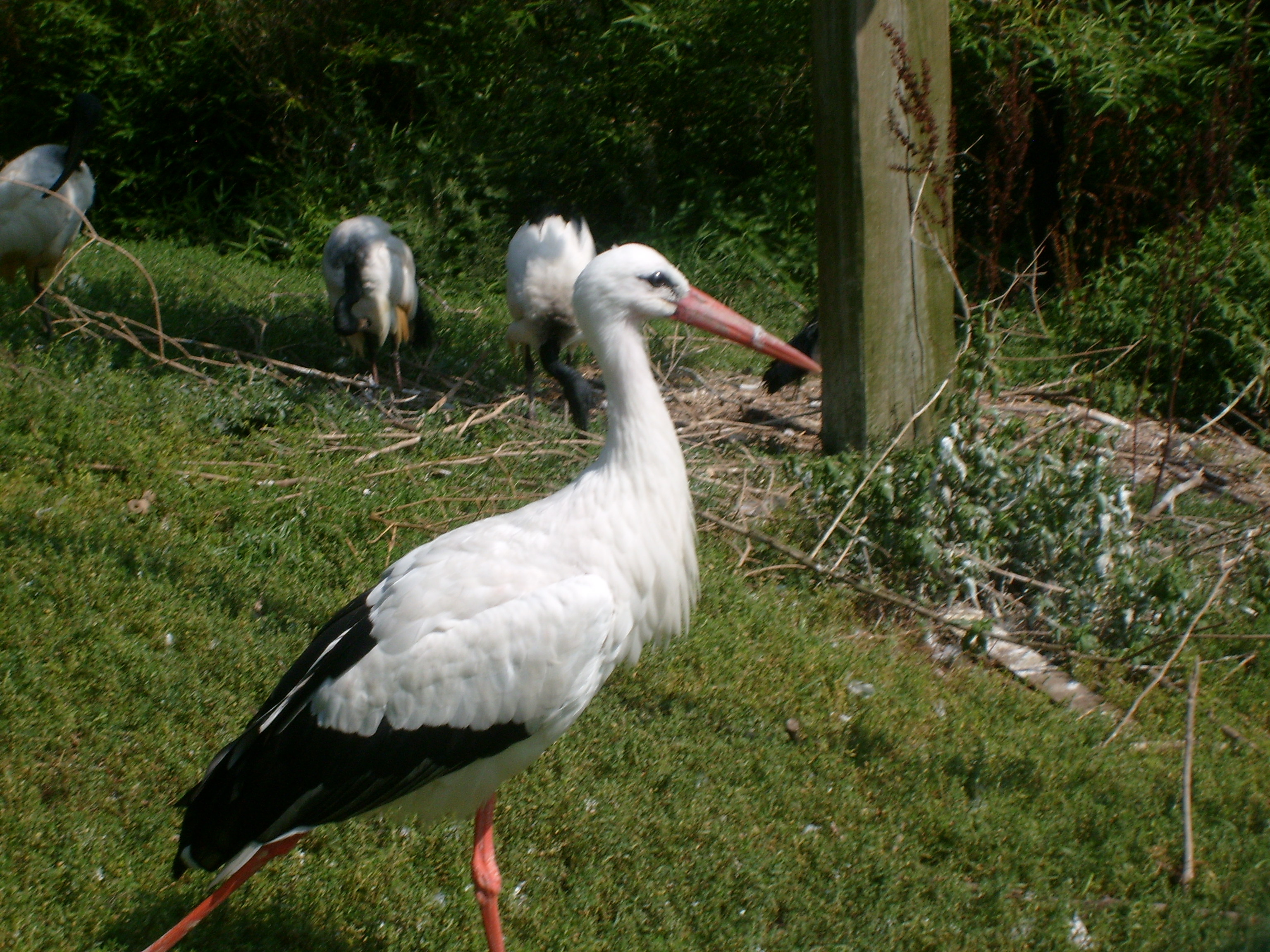
Cigogne blanche
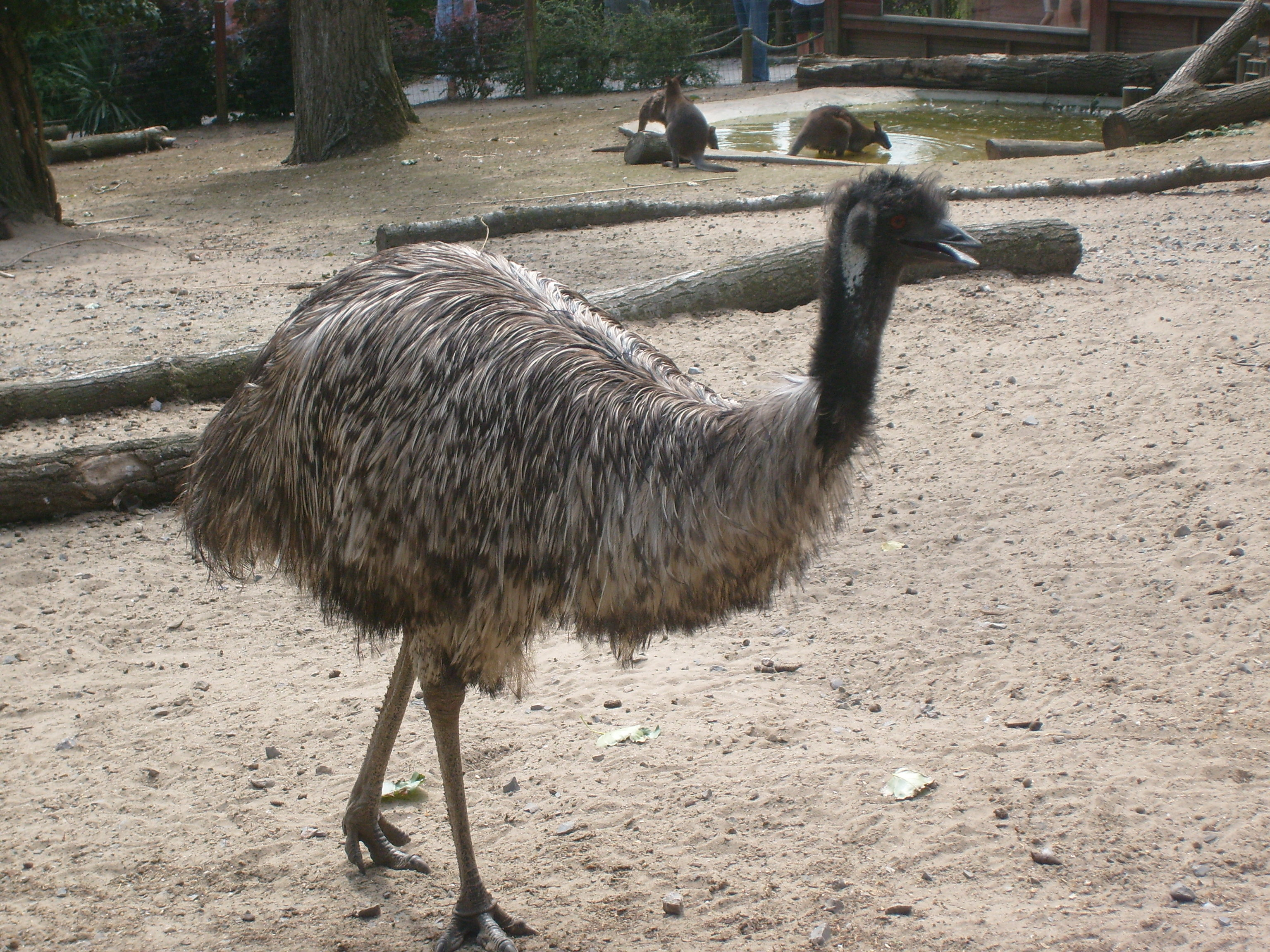
Émeu d'Australie
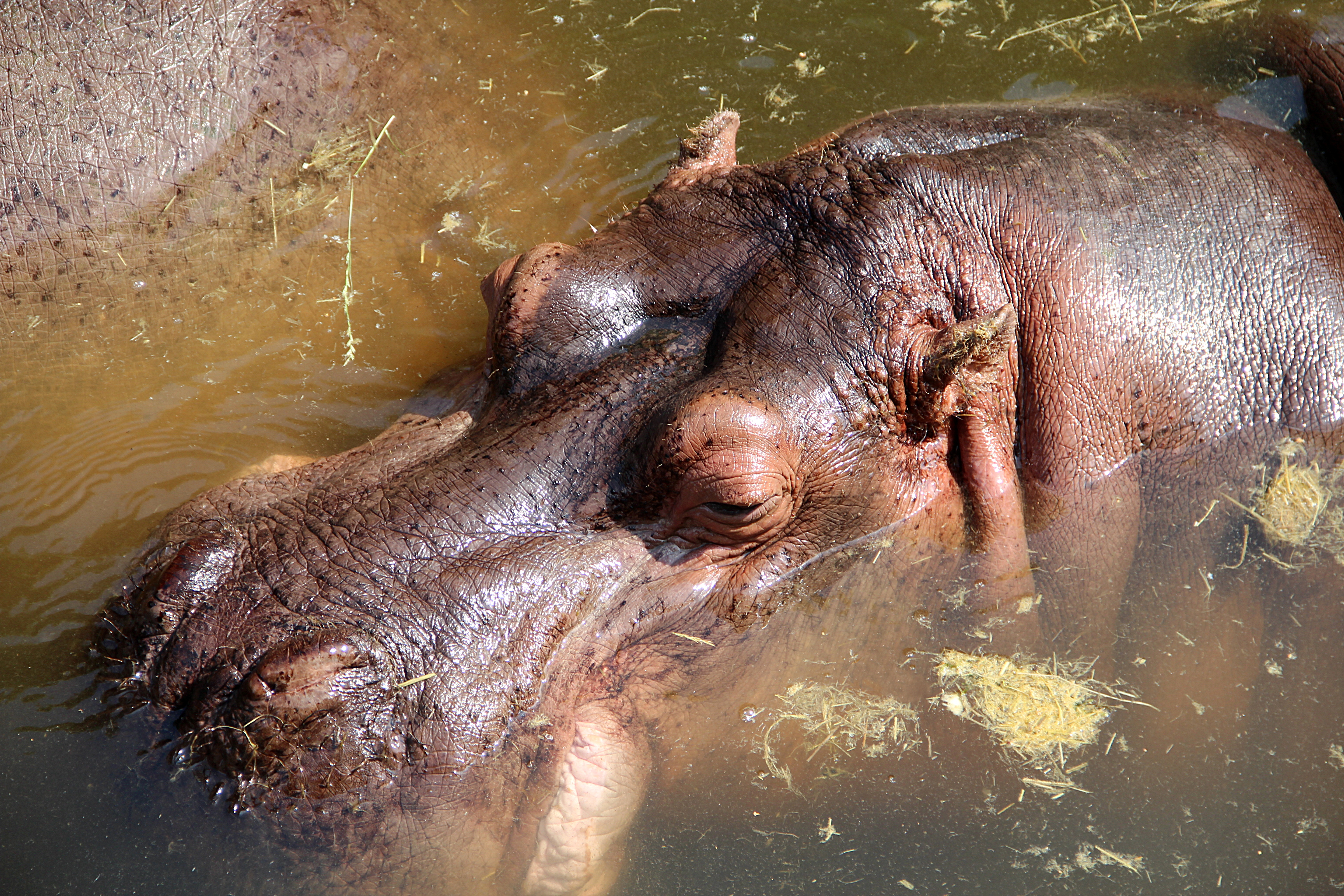
Hippopotame amphibie
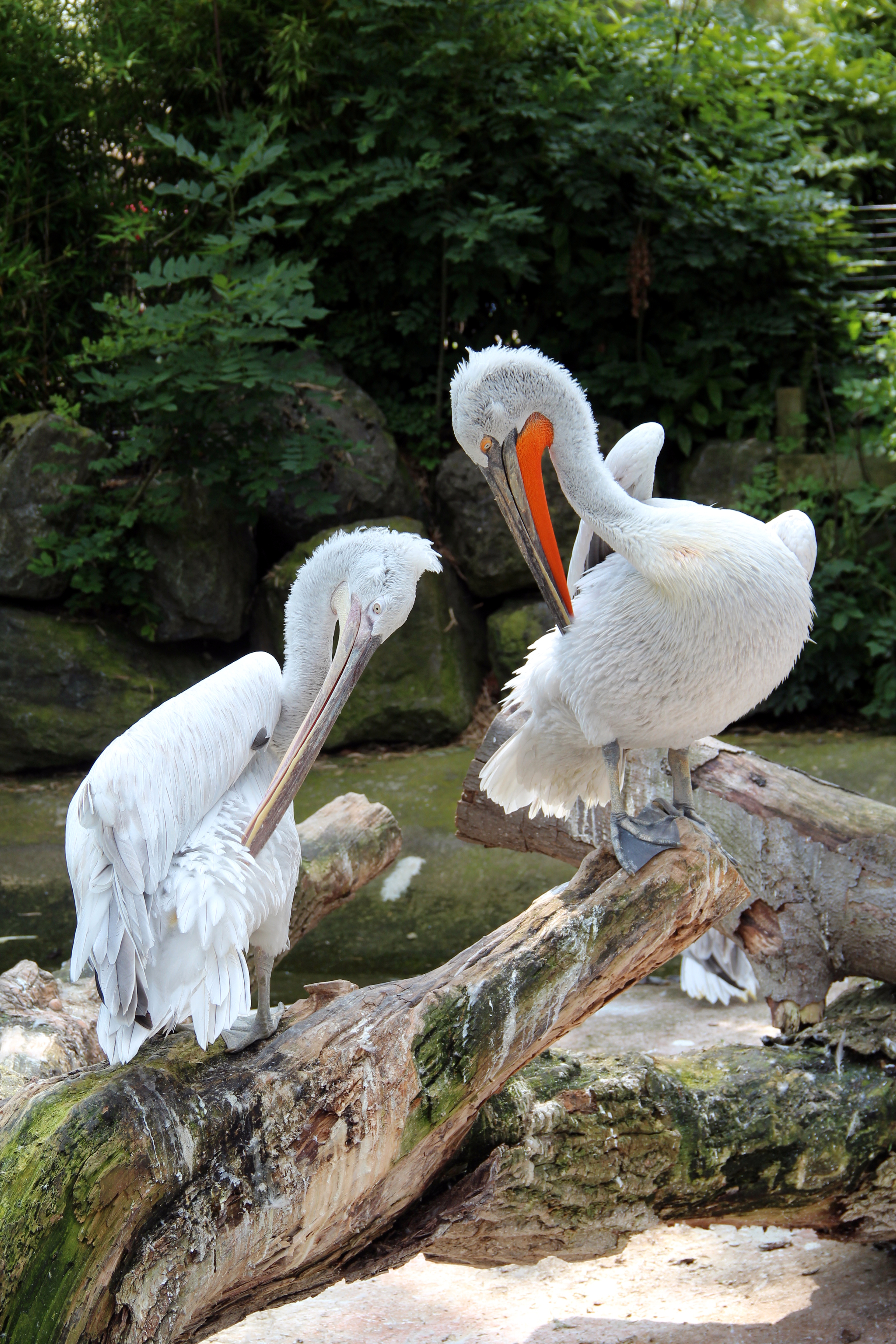
Pélicans frisés
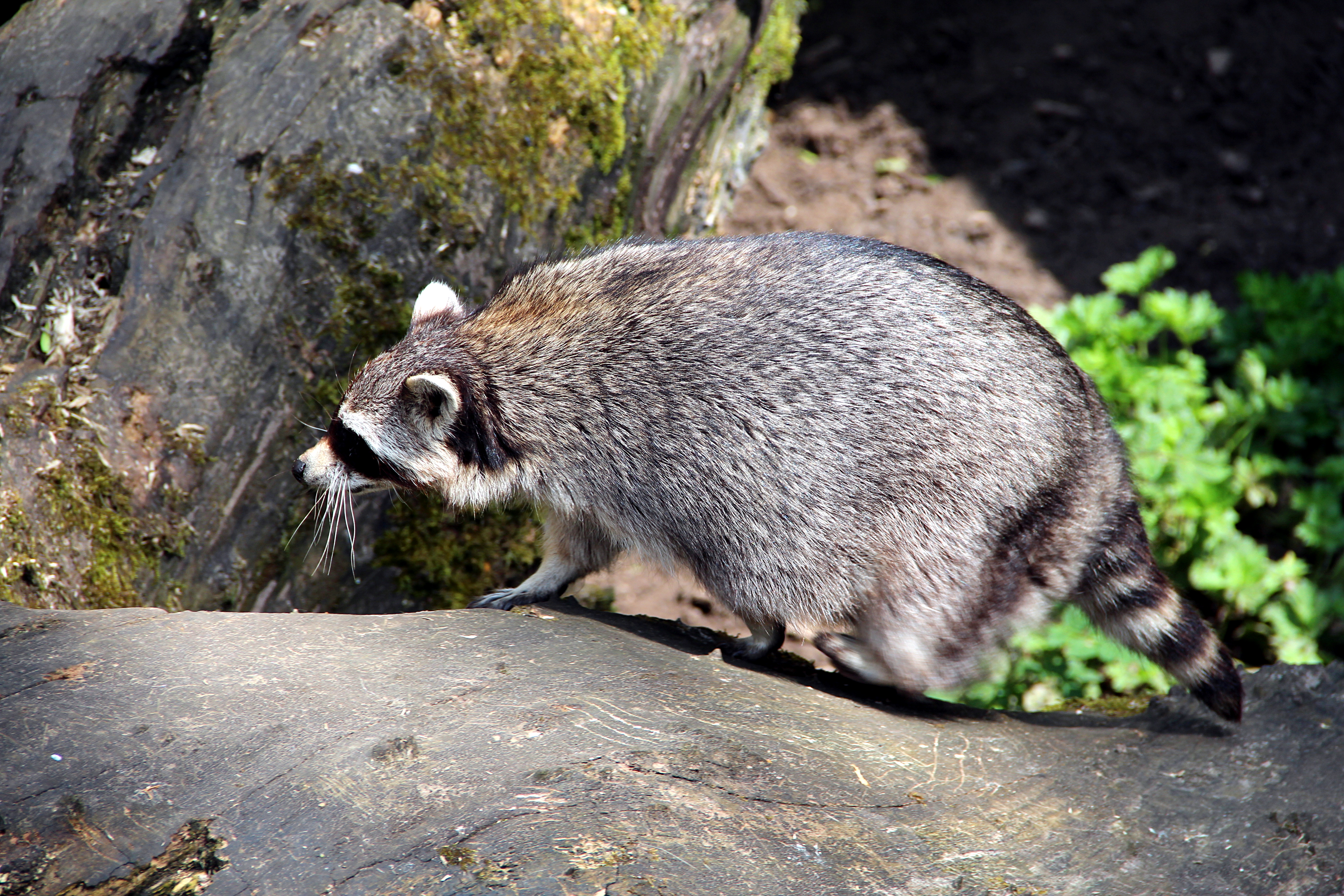
Raton laveur commun
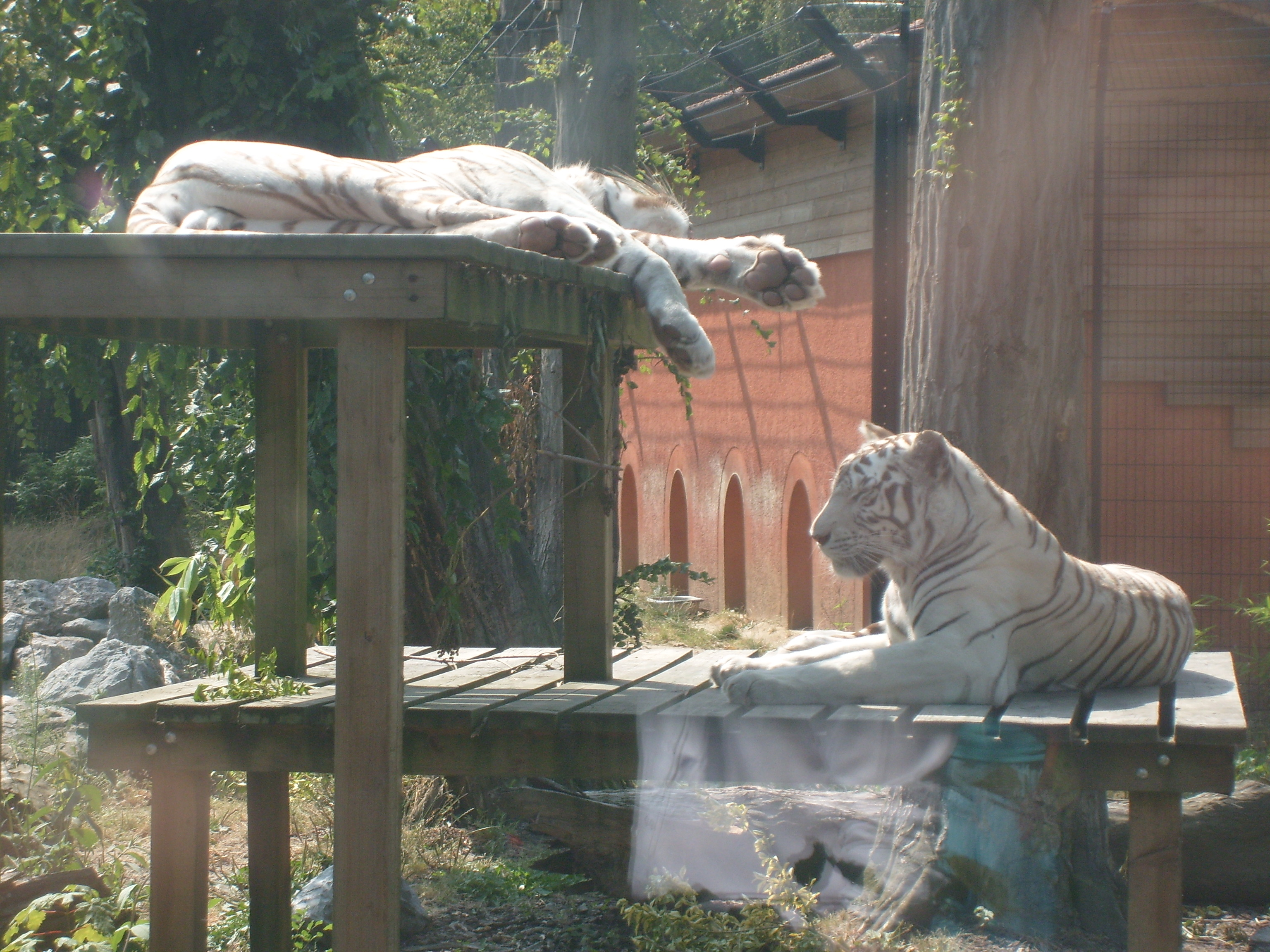
Tigres blancs

## Installations et faune hébergée
Le zoo dispose d'un point de restauration et de plusieurs zones de pique-nique, certaines étant couvertes ainsi que d'une boutique.
En 2024, le zoo présente plus de 300 animaux - parmi lesquels mammifères, oiseaux et reptiles - de plus de 70 espèces, dont 23 en voie d'extinction.

### «Afrique»
Cette partie - qui s'étend dans tout le parc et se confond donc avec d'autres - comprend les animaux du zoo vivant sur le continent africain : bucorve d'Abyssinie, colobe guereza, canard à bosse, fennec, girafe du Niger, grue couronnée, hippopotame amphibie, ibis sacré, maki catta, oie d'Égypte, perroquet jaco, potamochère roux, serval, sitatunga, tortue sillonnée, tortue sulcata, vari noir et blanc, vari roux, watusi et zèbre de Chapman.

### «Amérique»
Cette partie comprend les animaux du zoo vivant sur le continent américain : alpaga, ara chloroptère, ara Macao, ara militaire, ara ararauna, capybara, chauna, coati brun, flamant du Chili, guanaco, kamichi à collier, loup à crinière, loup arctique, mara, oie de Magellan, ouistiti à toupets blancs, ours à lunettes, raton laveur commun, saki à face blanche et tortue de Floride.   

### «Asie»
Cette partie comprend les animaux du zoo vivant sur le continent asiatique : canard mandarin, éléphant d'Asie, gibbons à mains blanches, grue Antigone, lion d'Asie, panthère du Sri Lanka, paon bleu, pélican frisé, porc-épic indien et tigre de Sumatra.

### «Europe»
Cette partie comprend les animaux du zoo vivant sur le continent européen : cigogne blanche et vautour fauve.

### «Océanie»
Cette partie comprend les animaux du zoo vivant sur le continent océanien : calopsitte élégante, casoar à casque, émeu d'Australie, kangourou géant, kookaburra, perruche ondulée et wallaby de Bennett.

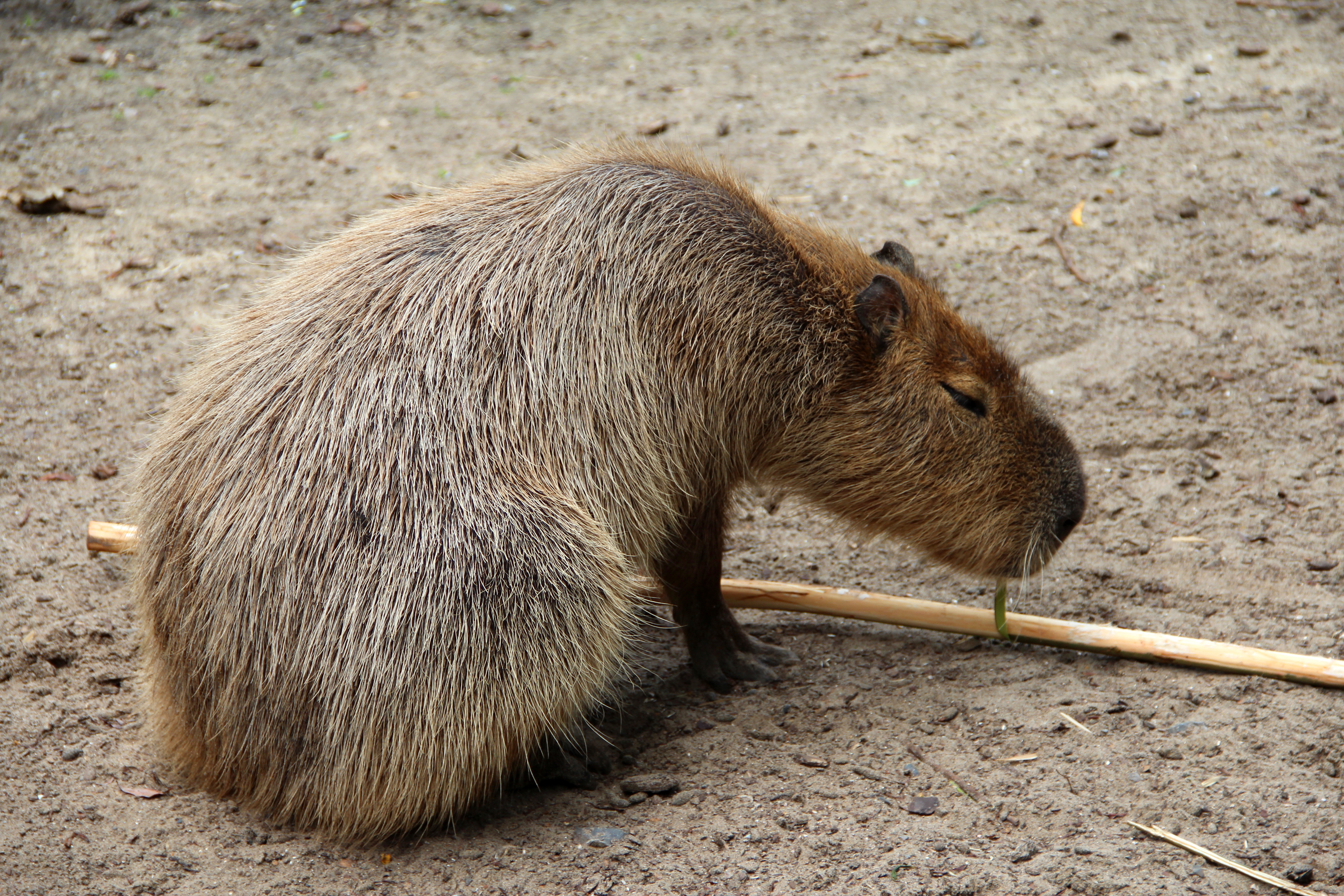
Capybara (Hydrochoerus hydrochaeris)
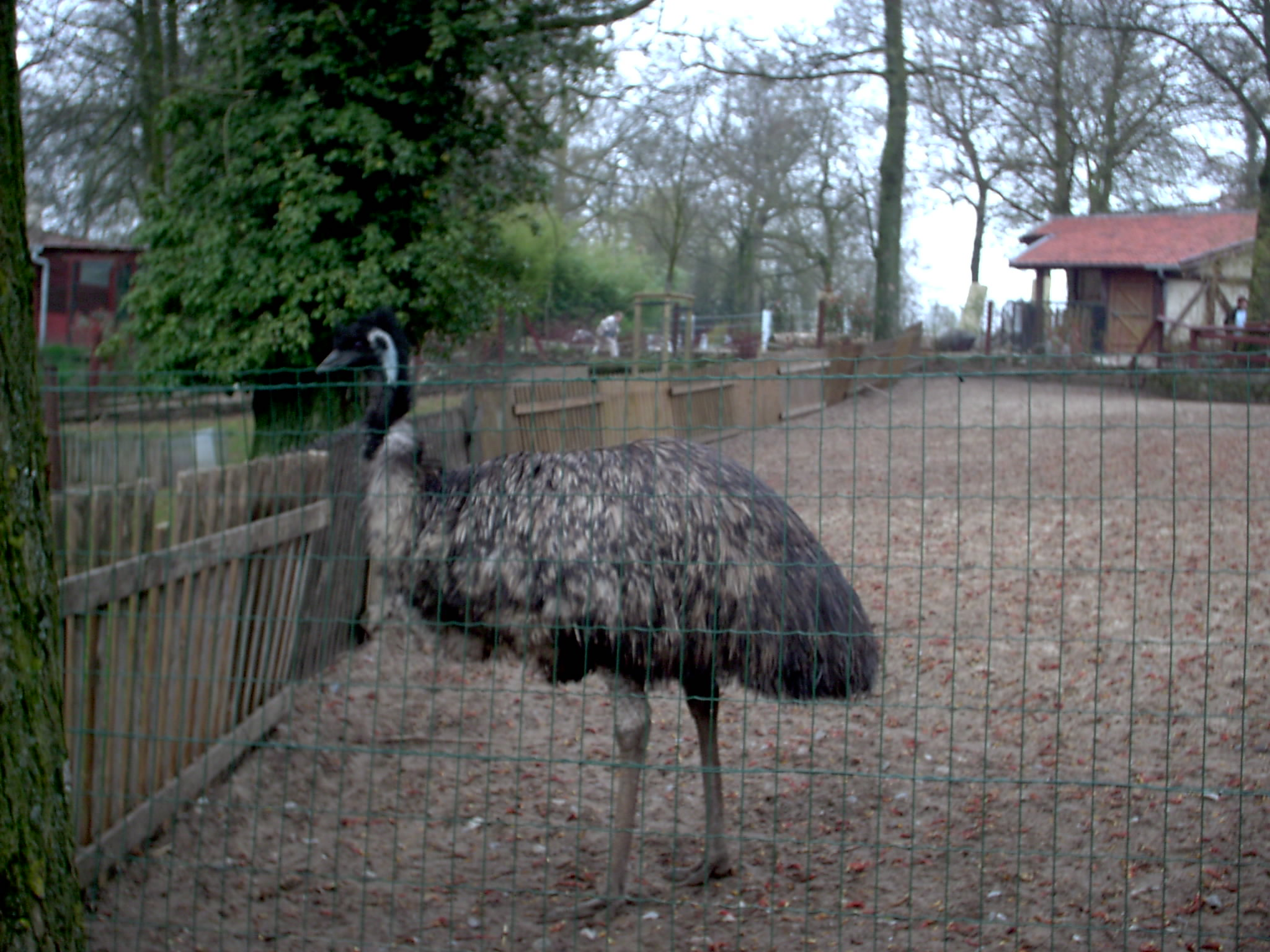
Émeu d'Australie (Dromaius novaehollandiae)
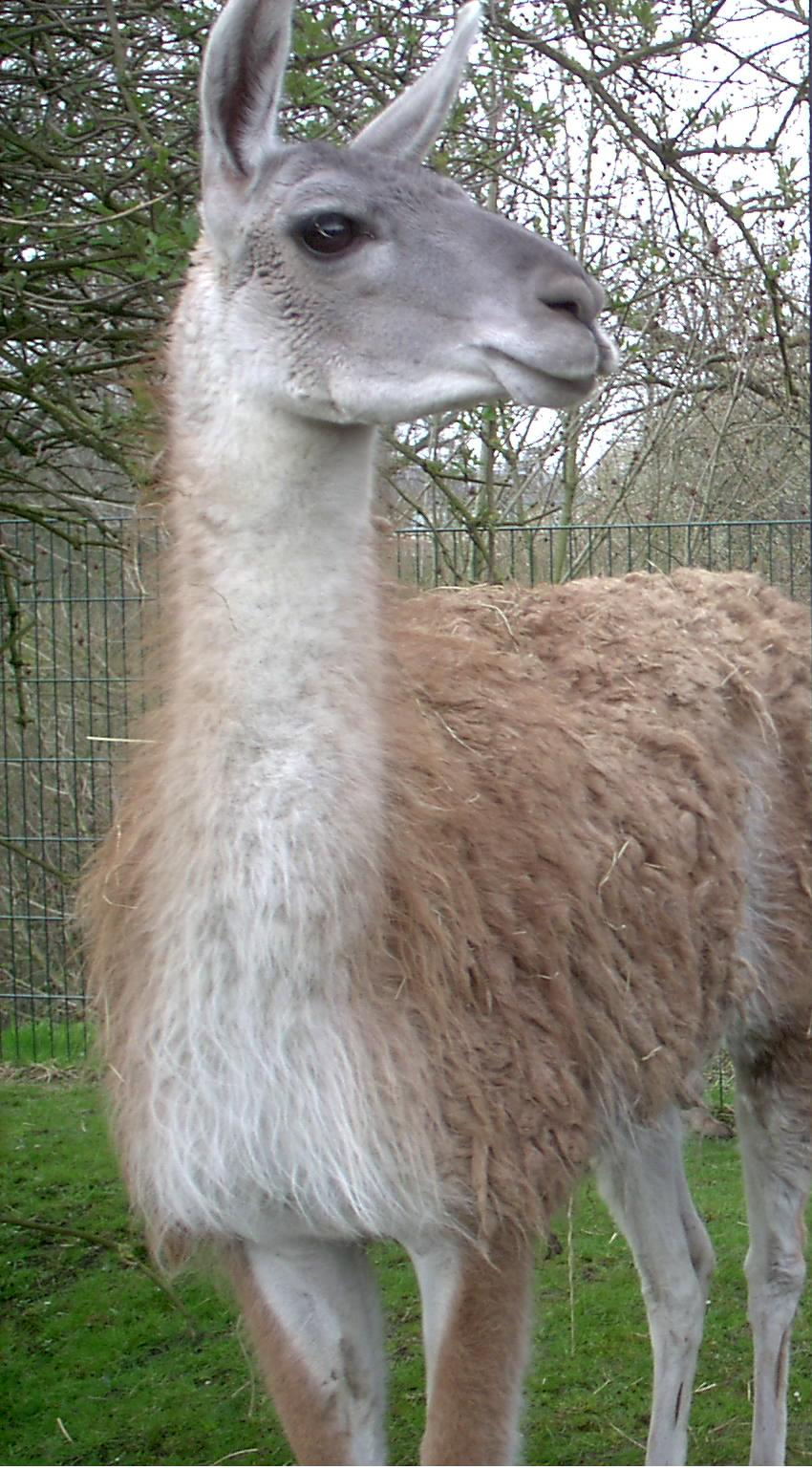
Guanaco (Lama guanicoe)
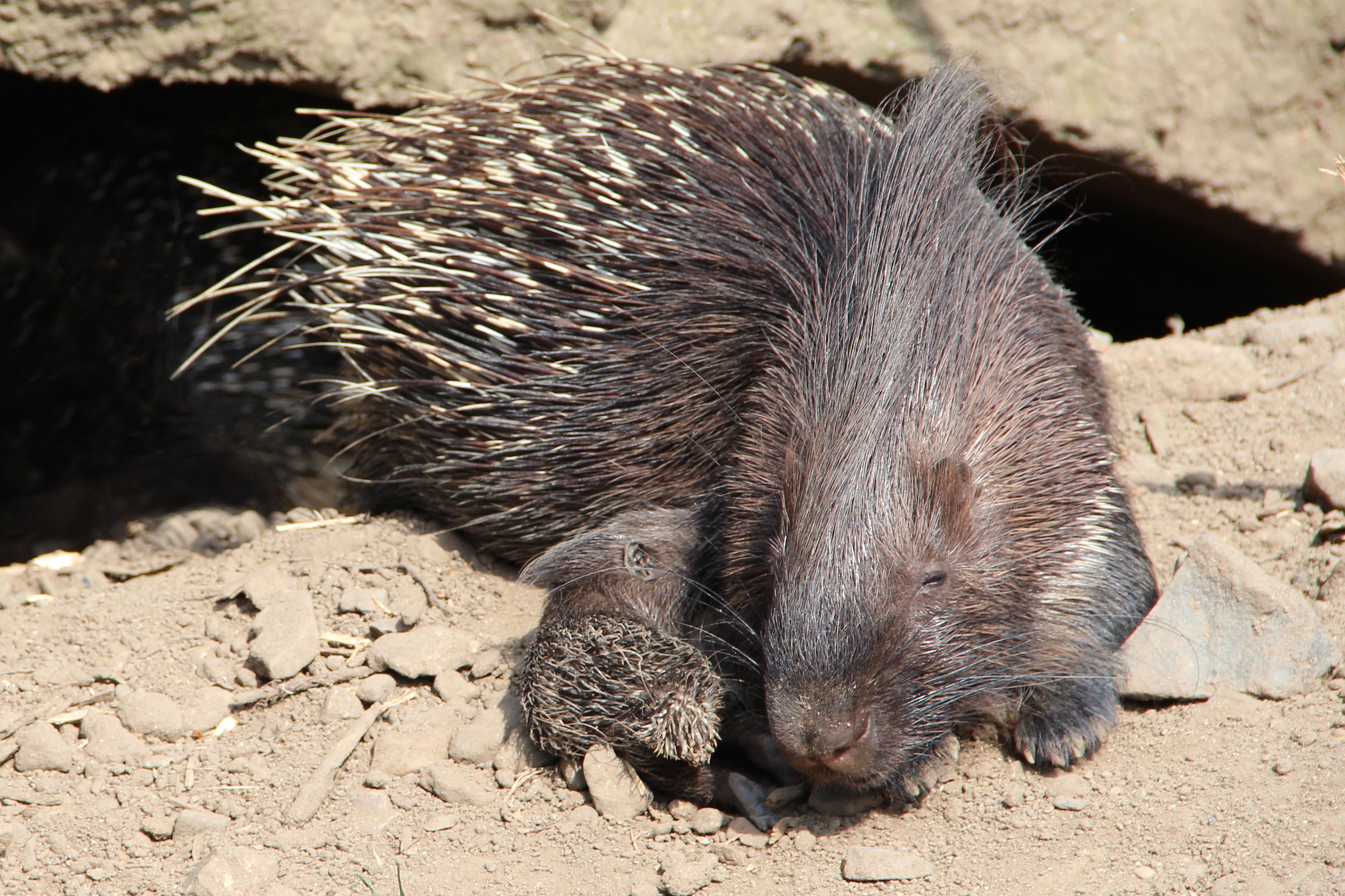
Porcs-épics à crête (Hystrix cristata)
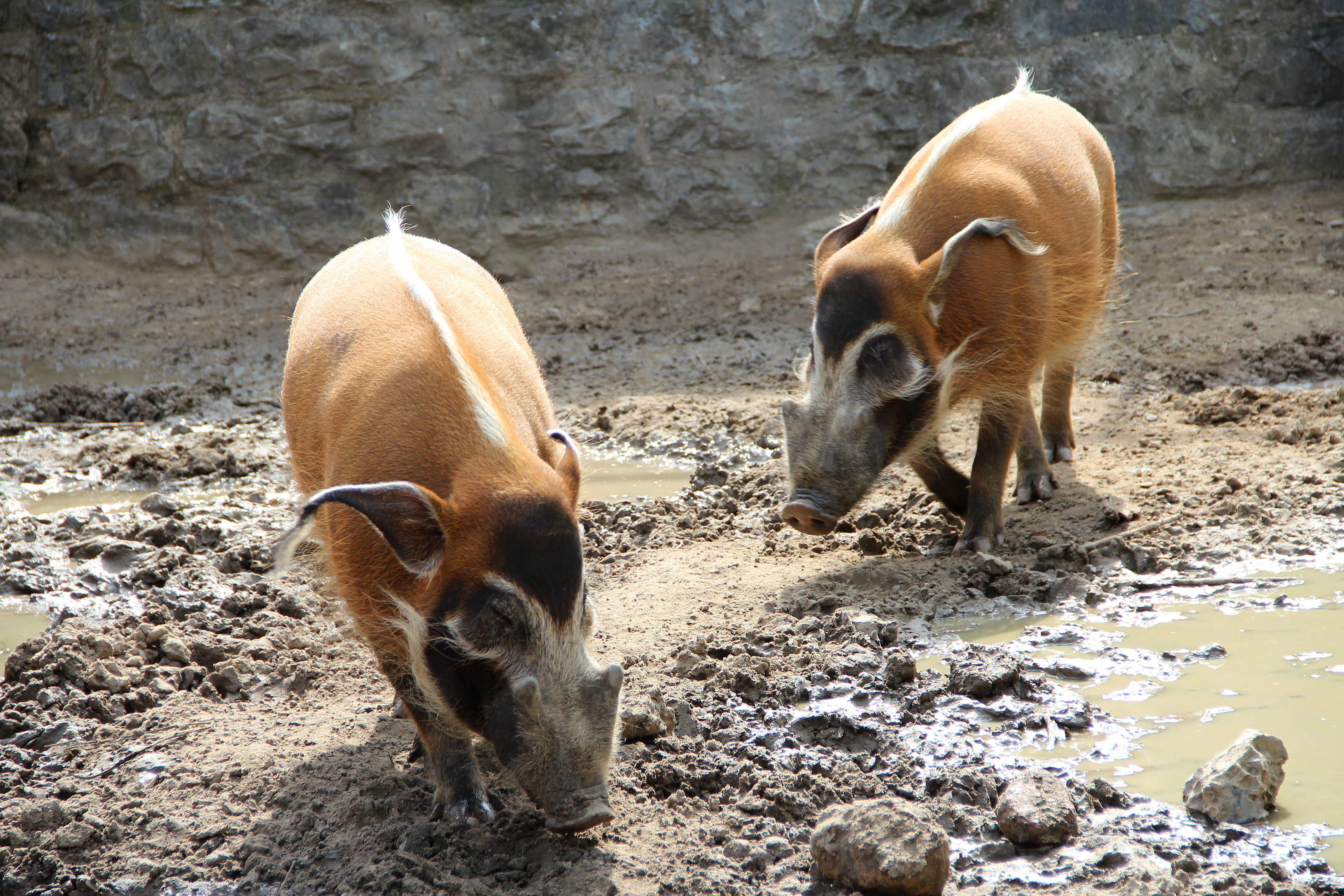
Potamochères roux (Potamochoerus porcus)
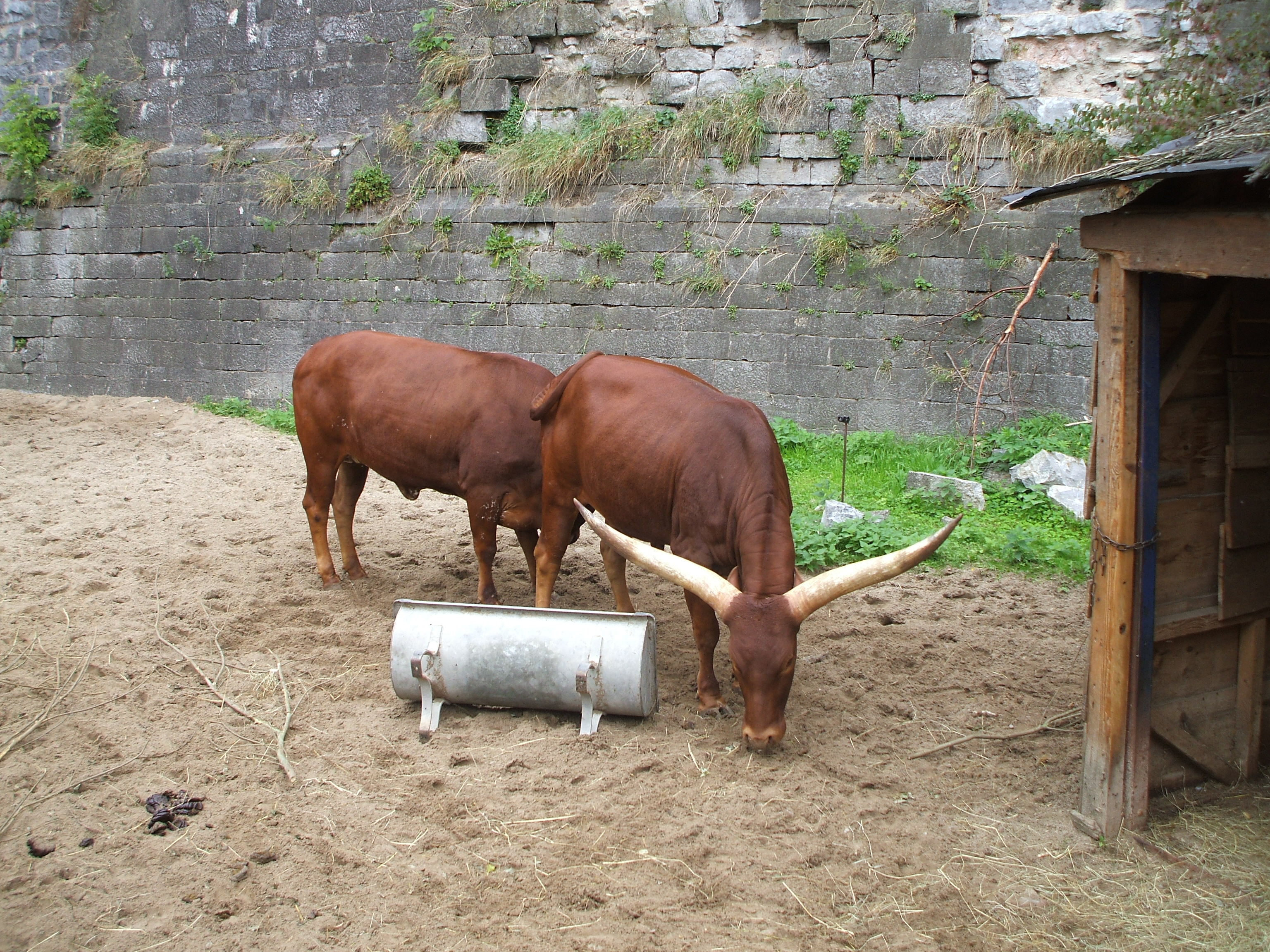
Watusi (Taurus primigenius)
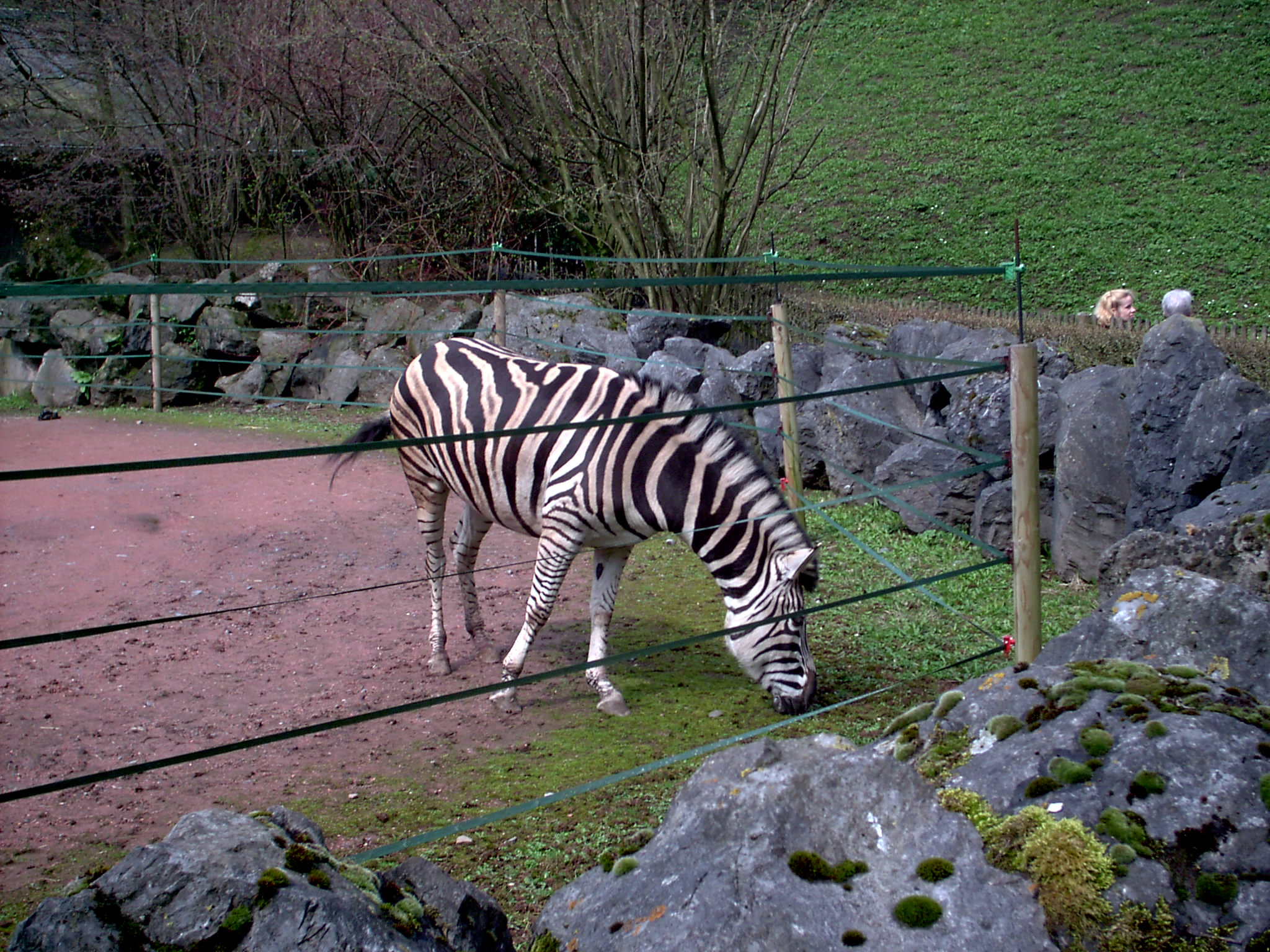
Zèbre

## Conservation
Le zoo de Maubeuge est soucieux du bien être animal et, en ce sens, cherche à préserver la bonne santé mentale et physique de ses animaux, en proposant régulièrement des nouveaux agrès et enrichissements ou même en faisant cohabiter certaines espèces ou encore avec la création d'abris afin que les animaux puissent se mettre en retrait du regard des visiteurs, par exemple.
Il propose de nombreuses animations auprès du grand public, mais également auprès des groupes scolaires et centres de loisirs permettant la découverte de la biodiversité animale.
La conservation des espèces menacées est un point pilier du parc zoologique qui est membre de plusieurs associations tels que : 
• L'Association européenne des zoos et aquariums (EAZA)
• L'Association française des parcs zoologiques (AFdPZ)

### Conservation ex situ
Membre de l’EAZA, le zoo de Maubeuge est associé à plusieurs programmes d'élevage encadrés par cette association. Parmi les espèces qui bénéficient d'un programme européen pour les espèces menacées (EEP), il participe, en effet, aux programmes qui concernent : le bucorve d'Abyssinie, le casoar à casque, l'éléphant d'Asie, le fennec, le gibbon à mains blanches, la girafe du Niger, l'hippopotame amphibie, le kangourou géant, le lion d'Asie, le loup à crinière, le martin-chasseur géant, le maki catta, l'ours à l'unettes, la panthère du Sri Lanka, le pélican frisé, le potamochère roux, le saki à face blanche, le sitatunga de speke, le tigre de Sumatra, le vari noir et blanc, le vari roux et le vautour fauve.
Il participe alors à la conservation du patrimoine génétique menacé.
Plusieurs espèces du zoo font par ailleurs l'objet d'un studbook européen (ESB) : le colobe de Guereza, le gibbon à mains blanches, le maki catta et cætera.

### Conservation in situ
Afin de favoriser la survie, le maintien et la préservation des espèces animales dans leur milieu naturel, le parc zoologique soutient financièrement des associations qui participent à la conservation, à la protection ou à la sensibilisation d'espèces animales à travers les continents en reversant vingt centimes d'euros pour chaque entrée individuelle et groupe adulte dont l'Association de sauvegarde de la girafe du Niger (ASGN) en est la principale bénéficiaire.
Ces efforts financiers lui ont permis d'obtenir plusieurs récompenses ; 5 trophées d'or de la part de l'Association française des parcs zoologiques pour avoir « été le parc public qui a financièrement le plus contribué à ce fonds de conservation au sein de l’AFdPZ » (Jimmy Ebel).

## Données économiques et opérationnelles

### Activités
Le zoo est ouvert, en 2024, 6 mois ; du 27 mars au 12 novembre. Il propose plusieurs activités pour différents types de visiteurs : groupes scolaires et centres de loisirs et grand public : le rendez-vous repas des animaux (loups à crinière, hippopotame amphibie, girafe du Niger, éléphant d'Asie et lémuriens) chaque jours, la visite des coulisses, soigneur d'un jour, visites privées, stages reporter nature, etc..

### Budget
Le parc zoologique était déficitaire à hauteur de 700 000€ avant 2021, à 1 200 000€ après 2021.
En 2023, le budget du programme d'investissement est de plus de 1 000 000€. (Rapport d'orientations budgétaires 2023 - Page 17)

### Tarifs et politiques de prix
Les Maubeugeois bénéficient d'une remise sur le billet d'entrée; en effet, le tarif de groupe leur est appliqué, sur justificatif. L'entrée est gratuite pour les enfants de moins de 3 ans.
Deux formules s'offrent aux visiteurs : le billet 1 jour et l'abonnement.
Concernant le billet 1 jour, le tarif plein adulte est de 13,50€, le tarif plein enfant (3 à 16 ans) de 8€. D'autres tarifs, selon les situations, sont également pratiqués.
Concernant l'abonnement, qui permet de visiter le zoo en illimité sur 1 an, les tarifs sont les suivants : 32€ pour les adultes, 19€ pour les enfants. Il existe aussi plusieurs formules famille qui se composent de la manière suivante : 
- 1 adulte + 1 enfant pour un tarif de 45€,

- 2 adultes + 1 enfant pour un tarif de 72€,
- 2 adultes + 2 enfants pour un tarif de 87€,
- 2 adultes + 3 enfants pour un tarif de 98€, 15 € est à ajouter pour chaque enfant supplémentaire. (Tarifs 2024)[112]

### Services
Le zoo dispose en son sein d'un point de restauration (snack) ainsi que de plusieurs points de pique-nique, dont certains sont couverts.
Une boutique de souvenirs complète les services du parc zoologique.

### Direction et personnel

#### Propriétaire
La Ville de Maubeuge est la propriétaire du parc zoologique,.

#### Directeurs
| Période     | Directeur      |
| ----------- | -------------- |
| 2003 - 2013 | Goulven Rigaux |
| 2013 -      | Jimmy Ebel     |

#### Emplois
En 2023, le zoo embauche 35 personnes entre soigneurs, vétérinaires, caissières… Lesquels ont été aidés durant la pause hivernale par des détenus qui ont participé aux préparatifs de la nouvelle saison, dans le cadre de leur projet de réinsertion.  

### Fréquentation
| Année | Visiteurs | Année | Visiteurs |
| ----- | --------- | ----- | --------- |
| 2014  | 165 000   |       |           |
| 2015  | /         |       |           |
| 2016  | 175 000   |       |           |
| 2017  | 186 969   |       |           |
| 2018  | /         |       |           |
| 2019  | 165 000   |       |           |
| 2020  | /         |       |           |
| 2021  | 105 000   |       |           |
| 2022  | 165 000   |       |           |

## Dans la culture

### Cinéma
La grande partie du film Avida de Benoît Delépine et Gustave Kervern a été tourné au zoo de Maubeuge.
Une scène du film Quand j'avais 5 ans je m'ai tué avec Salomé Lelouch a été tourné au zoo de Maubeuge avec la participation des élèves de l'école primaire de Douzies dans des rôles de figuration. Le directeur de l'époque, M. Bac, a joué le rôle du gardien de zoo.

### Télévision
Le parc zoologique de Maubeuge a servi de décors pour l'épisode 32 (Espèces protégées) de la série policière Commissaire Magellan, bien que l'épisode ait été tourné, en grande partie, au parc zoologique de Lille (c'est dans celui-ci que le meurtre eut lieu), alors nommé zoo de Saignac.

### Littérature
Le zoo de Maubeuge apparaît dans le roman La chambre des morts de Franck Thilliez. Dans ce récit, en avril 2003, plusieurs wallabies y sont dérobés.
Le roman Clair de loups de Josette Wouters a pour trame la mort d'Augustin Poudelou dans la fosse aux lions du zoo de Maubeuge.
Perroquet en détresse est un polar de Denis Labbé dans lequel le vol d'un perroquet se déroule au zoo de Maubeuge, lors d'Halloween. Des enfants mènent alors l'enquête.